# باغ مجد رومی
باغ مجد رومی یکی از باغ‌های تاریخی استان فارس واقع در شهر شیراز بوده‌است که در دوران تسلط مغول‌ها (اواخر قرن هفتم قموری) توسط مجدالدین اسعد رومی که در سال ۶۸۶ ه‍.ق از سوی سلاطین مغول فرمانروایی شیراز را عهده‌دار بود، بنا شده‌است.
این باغ که هم‌اکنون ویران شده‌است در جنوب شرقی شیراز، در نزدیکی برم دلک و شرق قصر ابونصر قرار داشته‌است.